# Lo-Førden
Lo-Førden (dansk) eller Lohe-Föhrden (tysk) er en kommune og en by i det nordlige Tyskland, beliggende i Amt Hohner Harde i den vestlige del af Rendsborg-Egernførde Kreds. Rendsborg-Egernførde Kreds ligger i det sydlige Sydslesvig i delstaten Slesvig-Holsten. Kommunen består af landsbyerne Lo (Lohe), Førden (Föhrden) og Sorgbro (Sorgbrück).

## Geografi
Lo-Førden ligger omkring syv kilometer nordvest for Rendsborg i dalen til floden Sorge (Lohede). Mod øst løber Bundesstraße 77 mod Slesvig .

## Historie
Det blev udkæmpet flere slag på Loheden, der kan blandt andet nævnes Slaget på Lohede 1261 og flere slag i den Store Nordiske Krig i 1712.